# Championnats du monde de cyclisme sur route 1999
Navigation
Fauquemont 1998 Plouay 2000
Les championnats du monde de cyclisme sur route 1999 ont eu lieu du 3 au 10 octobre 1999 en Vénétie, en Italie. Les cinq épreuves contre-la-montre se sont déroulées à Trévise et les courses en ligne à Vérone. Ces deux types de courses ont été organisées dans cinq catégories : hommes élites, moins de 23 ans et juniors, et femmes élites et juniors.

## Résultats
| Épreuves :                                   | Or                                     | Or              | Argent                         | Argent | Bronze                     | Bronze       |
| Épreuves masculines                          |                                        |                 |                                |        |                            |              |
| Hommes - course en ligne résultats détaillés | Óscar Freire Espagne                   | 6 h 19 min 29 s | Markus Zberg Suisse            | + 4 s  | Jean-Cyril Robin France    | m.t.         |
| Hommes - contre-la-montre                    | Jan Ullrich Allemagne                  | 1 h 00 min 28 s | Michael Andersson Suède        | + 14 s | Chris Boardman Royaume-Uni | + 58 s       |
| Épreuves masculines - moins de 23 ans        |                                        |                 |                                |        |                            |              |
| Hommes - moins de 23 ans - course en ligne   | Leonardo Giordani Italie               | 4 h 22 min 36 s | Luca Paolini Italie            | + 9 s  | Matthias Kessler Allemagne | m.t.         |
| Hommes - moins de 23 ans - contre-la-montre  | José Iván Gutiérrez Espagne            | 39 min 49 s     | Michael Rogers Australie       | + 1 s  | Evgueni Petrov Russie      | + 29 s       |
| Épreuves féminines                           |                                        |                 |                                |        |                            |              |
| Femmes - course en ligne                     | Edita Pučinskaitė Lituanie             | 2 h 59 min 49 s | Anna Wilson Australie          | + 18 s | Diana Žiliūtė Lituanie     | m.t.         |
| Femmes - contre-la-montre                    | Leontien Zijlaard-van Moorsel Pays-Bas | 32 min 31 s     | Anna Wilson Australie          | + 4 s  | Edita Pučinskaitė Lituanie | + 31 s       |
| Épreuves masculines - juniors                |                                        |                 |                                |        |                            |              |
| Hommes - juniors - course en ligne           | Damiano Cunego Italie                  | 3 h 14 min 36 s | Rouslan Kaioumov Russie        | + 5 s  | Christophe Kern France     | + 37 s       |
| Hommes - juniors - contre-la-montre          | Fabian Cancellara Suisse               | 30 min 36 s     | Rouslan Kaioumov Russie        | + 42 s | Christian Knees Allemagne  | + 49 s       |
| Épreuves féminines - juniors                 |                                        |                 |                                |        |                            |              |
| Femmes - juniors - course en ligne           | Geneviève Jeanson Canada               | 1 h 47 min 16 s | Trixi Worrack Allemagne        | + 8 s  | Noemi Cantele Italie       | + 3 min 33 s |
| Femmes - juniors - contre-la-montre          | Geneviève Jeanson Canada               | 14 min 33 s     | Juliette Vandekerckhove France | + 11 s | Trixi Worrack Allemagne    | + 23 s       |

## Tableau des médailles
| Nation      | Médaille d'or | Médaille d'argent | Médaille de bronze |
| ----------- | ------------- | ----------------- | ------------------ |
| Italie      | 2             | 1                 | 1                  |
| Espagne     | 2             | 0                 | 0                  |
| Canada      | 2             | 0                 | 0                  |
| Allemagne   | 1             | 1                 | 3                  |
| Suisse      | 1             | 1                 | 0                  |
| Lituanie    | 1             | 0                 | 2                  |
| Pays-Bas    | 1             | 0                 | 0                  |
| Australie   | 0             | 3                 | 0                  |
| Russie      | 0             | 2                 | 1                  |
| France      | 0             | 1                 | 2                  |
| Suède       | 0             | 1                 | 0                  |
| Royaume-Uni | 0             | 0                 | 1                  |